# Белаев, Василий Андреевич
Василий Андреевич Белаев (13 декабря 1867—после 1917) — волостной старшина, депутат Государственной думы Российской империи II созыва от Астраханской губернии.

## Биография
Из крестьян слободы Николаевская Царёвского уезда Астраханской губернии. Выпускник 4-классного Камышинского училища. В течение долгого времени занимался торговлей мукой. Печатался в газетах города Саратова, материально поддерживал газету «Камышинский листок». Входил в состав нескольких попечительских обществ. Владел книжным магазином и земельным наделом. В июне 1906 избран волостным старшиной. В августе 1906 был арестован. Арест вызвал крестьянские волнения в слободе Николаевской. 26 августа туда была направлена рота солдат, исправник, пристав и стражники, которые восстановили «наружное спокойствие». 27 августа 1906 года «Астраханский вестник» так писал об арестованном: «Старшина Белаев, из-за ареста которого николаевцы ударили в набат и восстали против властей, человек прогрессивный и деятельный. В слободе с таким многочисленным (до 40 тысяч человек) населением, живущим бок о бок с городами (Камышин, Царицын), в которых современное движение выразилось весьма ярко, нужны осторожные действия, — простой окрик, угроза или арест не пригодны там. Надо ждать, что на голову николаевцев свалятся теперь разные кары». 28 августа другая газета «Царицынский вестник» утверждала, что «Арестован общий защитник и любимец».
2 месяца провёл в Астраханской тюрьме, после чего был выслан из губернии.
6 февраля 1907 года избран в Государственную думу Российской империи II созыва от съезда уполномоченных от волостей Астраханской губернии. 19 марта (1 апреля) 1907 года выступил в Думе с заявлением по поводу полицейских насилий при его проводах в Думу. Вошёл в состав Трудовой группы и фракции Крестьянского союза. Состоял в думской Аграрной комиссии, являлся товарищем её председателя. Главный редактор газеты «Трудовой народ», выходившей с 15(28) марта по 4(17) апреля 1907 года (всего 18 номеров).
Дальнейшая судьба и дата смерти неизвестны.

## Память
- Для увековечения имени Василия Андреевича Белаева в городе Николаевске Волгоградской области была открыта памятная доска на здании, где находилось волостное правление[1].

### Архивы
- Российский государственный исторический архив. Фонд 1278. Опись 1 (2-й созыв). Дело 57; Дело 560. Лист 3.